# Gustav Burmester (Architekt)
Gustav Burmester, auch Gustav Burmeister oder Gustav Burmeester, (* 11. April 1904 in Lauenburg/Elbe; † 15. Februar 1995 in Hamburg) war ein deutscher Architekt.

## Leben
Burmester studierte von 1921 bis 1925 an der Gewerbeakademie Chemnitz. Dabei legte er 1922 seine Maurer-Gesellenprüfung ab. Von 1925 bis 1928 war er in verschiedenen Architekturbüros in Köln und Wiesbaden tätig. Von 1928 bis 1930 war er Mitarbeiter im Büro der Architekten Hinsch und Deimling in Hamburg. Ab 1930 war er in der Planungsabteilung des Deutschnationalen Handlungshilfen-Verbandes angestellt, wo er 1932 in der Weltwirtschaftskrise arbeitslos wurde. Daneben beteiligte er sich am Theaterwettbewerb für Charkow und reist 1932 nach Moskau, um dort eine neue Beschäftigung zu finden. Ab 1935 wirkte er als freiberuflicher Architekt. Seit er 1935 einen Lehrauftrag an der Meisterschule für Mode erhielt, konnte er nebenbei auch als freischaffender Architekt arbeiten. Er erhielt Aufträge von Konstanty Gutschow, überwachte den Bau von Behelfswohnungen auf der Veddel und wirkte bei der Verlagerung von Produktionsstätten der Rüstungsindustrie mit. Nach Kriegsende war er einer der Mitbegründer des Hamburger Baukreises, einer Kunstschule für junge Künstler aller Gattungen, die jedoch nur bis 1951 bestand.

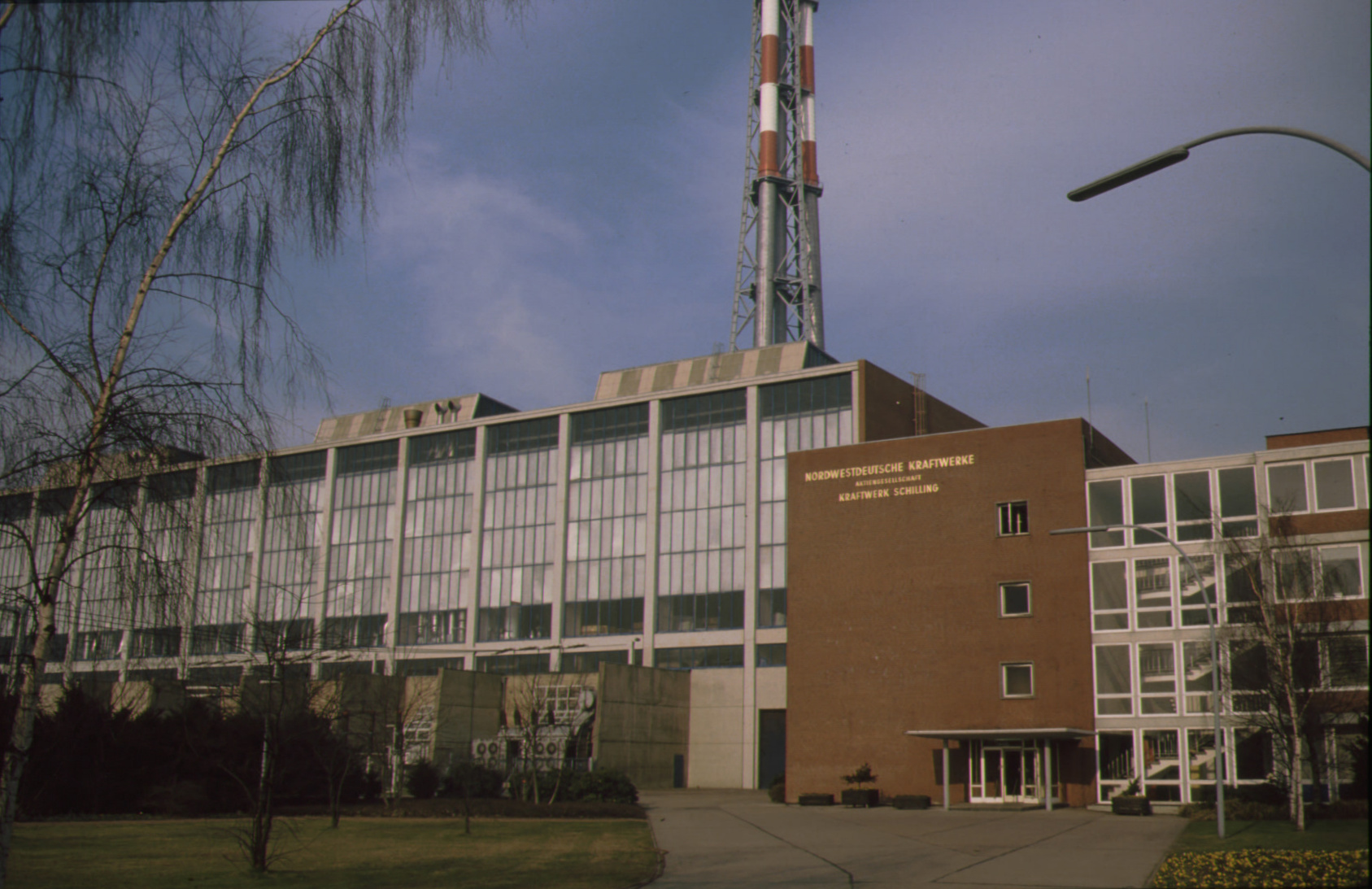
Kraftwerk Schilling in Stade

Zu Beginn der 1950er Jahre wurde Burmester Hausarchitekt der Nordwestdeutschen Kraftwerke (NWK) und errichtete in dieser Funktion eine Reihe von Kraftwerksbauten. Daneben war er für die Kaffeerösterei Max Herz tätig. 1967 ging er eine Bürogemeinschaft mit Fritz Trautwein und Egon Pauen ein, die sich an der Planung der Großsiedlung Osdorfer Born in Hamburg beteiligt. Gustav Burmester starb 1995 in Hamburg.

## Werk

### Bauten und Entwürfe
- 1927–1929: Mitwirkung beim Bau der Handelsschule Schlankreye (als Mitarbeiter im Büro von Hinsch und Deimling)
- 1935–1936: Wohnblöcke Lorichstraße / Funhofweg in Hamburg (zusammen mit Messing, Eplinius, Frank und Neupert)
- 1937: Wettbewerbsentwurf für das Verwaltungsgebäude der Hamburger Feuerkasse (zusammen mit Hermann Höger; prämiert mit dem 2. Preis)
- 1941–1942: Planung der Zeilenbauten am Alten Teichweg, Hamburg
- 1948: Wettbewerbsentwurf im Ideenwettbewerb Innenstadt Hamburg
- 1949: Wohnhaus Kösterbergstraße 40d in Hamburg-Blankenese
- 1951: Allgaier-Pavillon auf der Landwirtschaftsmesse Hamburg
- 1954: Apartmenthaus Goebenstraße in Hamburg-Hoheluft (⊙)
- 1955–1956: Verwaltungsgebäude und Kaffeerösterei Max Herz in Hamburg, Caffamacherreihe / Valentinskamp
- 1955–1957: Erweiterung des Bankhauses Brinckmann, Wirtz & Co. (heute Warburg Bank) in Hamburg, Ferdinandstraße 69–75
- 1956–1957: Sonderschule Hauskoppelstieg in Hamburg-Billstedt[2]
- 1963–1972: Beteiligung an Planung und Bau der Großsiedlung Osdorfer Born in Hamburg-Lurup

### Schriften
- Das Flachdach passt auch in unsere Landschaft. Ein 1000-Kubikmeter-Atriumhaus, dreiseitig umgebaut. In: Die Kunst und das schöne Heim (ISSN 0023-5423), 60. Jahrgang 1961/1962, Heft 10 (vom Juli 1962).